# Walter Pompe
Walter (of Wouter) Pompe (Lith, 22 november 1703 – Antwerpen, 6 februari 1777) was een beeldhouwer uit de 18e eeuw uit Zuid-Nederland, bekend om zijn barokke kerkmeubelen.

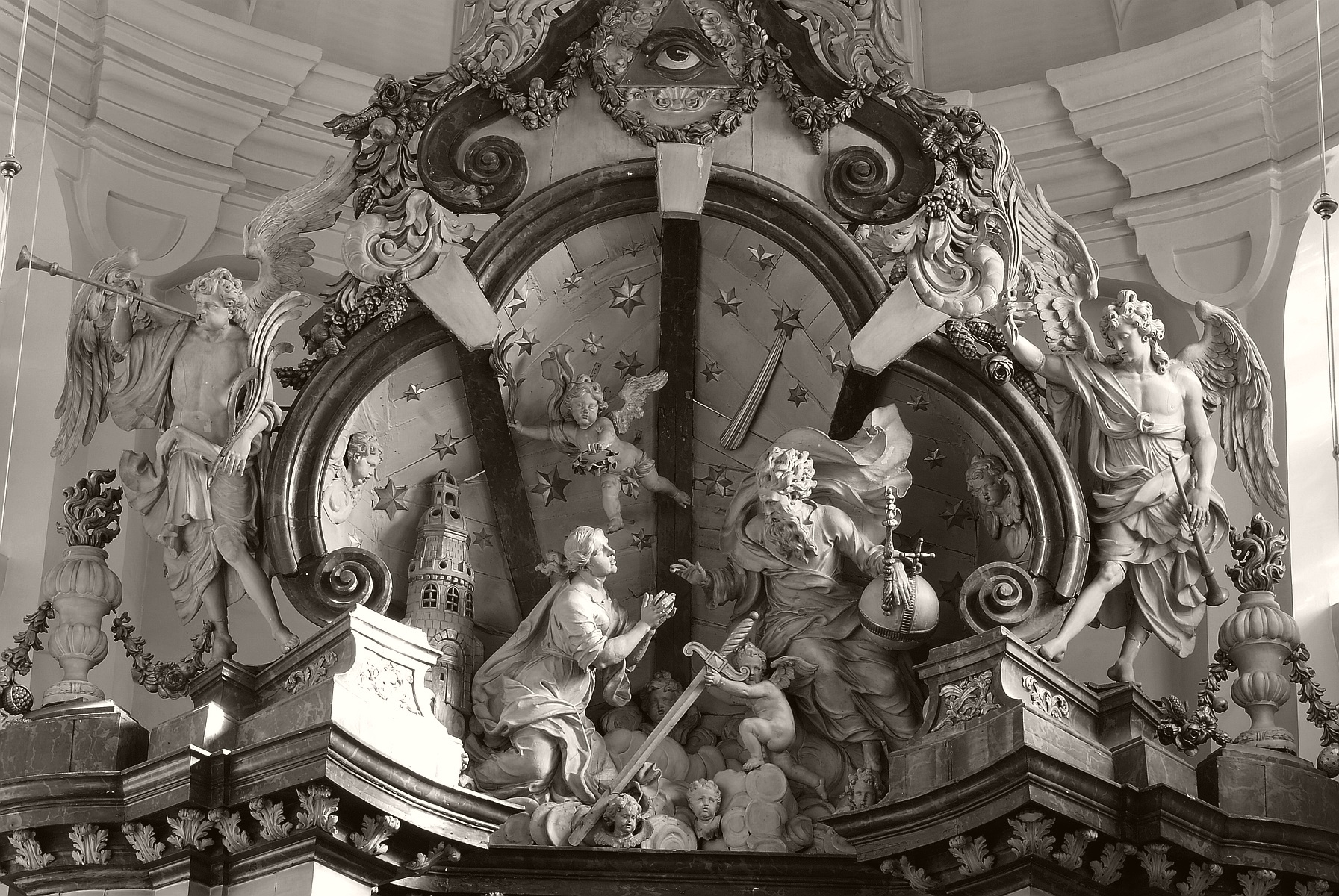
Barok bovenstel van het hoofdaltaar in de Sint-Pieterskerk te Turnhout

## Levensloop
Pompe werd geboren als zoon van Engelbert Pompe en Anna Wouters. Zijn uitzonderlijk talent uitte zich reeds toen hij nog zeer jong was. Op 19-jarige leeftijd (anno 1722) leerde hij beeldhouwen bij Michiel van der Voort in Antwerpen. In datzelfde jaar vervaardigde hij reeds een buste van zijn vader en drie jaar later, in 1725, maakte hij een piëta naar een voorbeeld van Andries de Nole.
Hij bood zich in 1728 aan bij het Sint-Lucasgilde. In 1729 werd hij er ‘meester in het belthouden’ (meester in beeldhouwen), zoals vermeld in het register dienaangaande. Hij maakte al snel naam en ontving na verloop van tijd leerlingen voor opleiding.
In de Antwerpse Sint-Walburgiskerk trouwde Walter Pompe, in 1736, met Christina Baumans (dochter van Wirick Baumans), met wie hij elf kinderen kreeg.
Veel leerlingen uit Pompe's atelier werden later eveneens beroemde beeldhouwers.
De volgende personen maakten deel uit van zijn vereniging:
- 1751: Jaques Tobie
- 1764: Pierre Hinisdael
- 1764: Pierre Eyckmans
- 1765: Antoine de Smet
- 1766: François Coveliers
- 1770: Jean-François Huybreghts
- 1770: François Sofflé
- 1772: Jean-Joseph Feyen.

Twee zonen hielden zich eveneens bezig met de beeldhouwkunst en namen deel aan de belangrijkste werken van hun vader:
- Paulus Martinus Pompe[3] (° Antwerpen 24 april 1742, † Antwerpen 4 mei 1822). Hij was het vierde kind in het gezin, en leerde bij zijn vader de beeldhouwkunst. Desalniettemin oefende hij een variëteit van beroepen uit: zowel handelaar in zijde, cabaretartiest als beeldhouwer. Hij trad een eerste maal in het huwelijk met Maria Catharina Bosschaert († 23 oktober 1801) met wie hij 4 kinderen had. Nadien, in 1815, trouwde hij Anna Hantendrick die hem eveneens vier kinderen schonk. Vanaf 1814 hield hij zich in belangrijke mate bezig met het vervaardigen van religieuze beelden die het Antwerpse straatbeeld sierden.
- Jan Baptist Englebert Pompe[4] (° Antwerpen 18 december 1743, † Antwerpen 1 november 1810). Werd op de dag van zijn geboorte zonder dralen gedoopt in de Sint-Walburgiskerk te Antwerpen. Hij studeerde aan de Academie voor Schone Kunsten van de Scheldestad en behaalde er van 1768 tot 1776 prijzen. Samen met zijn vader werkte hij onder meer aan beelden voor het stadhuis van Middelburg, alsook voor de (voormalige) kerk in de Leeuwenstraat te Rotterdam. Van hem werd een Christusbeeld (in ivoor) geplaatst in de Sint-Antoniuskerk te Antwerpen. Gelet op de kwaliteit van zijn werk, was hij een beschermeling van de toenmalige Antwerpse bisschop Monseigneur Cornelius Franciscus de Nelis.

## Werken(Selectie)

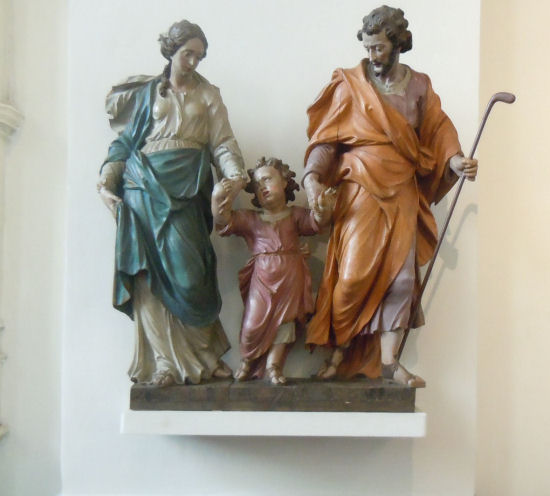
H. Familie, gepolychromeerd hout.- verz. Kerkfabriek St-Martinus, Beveren-Waas.
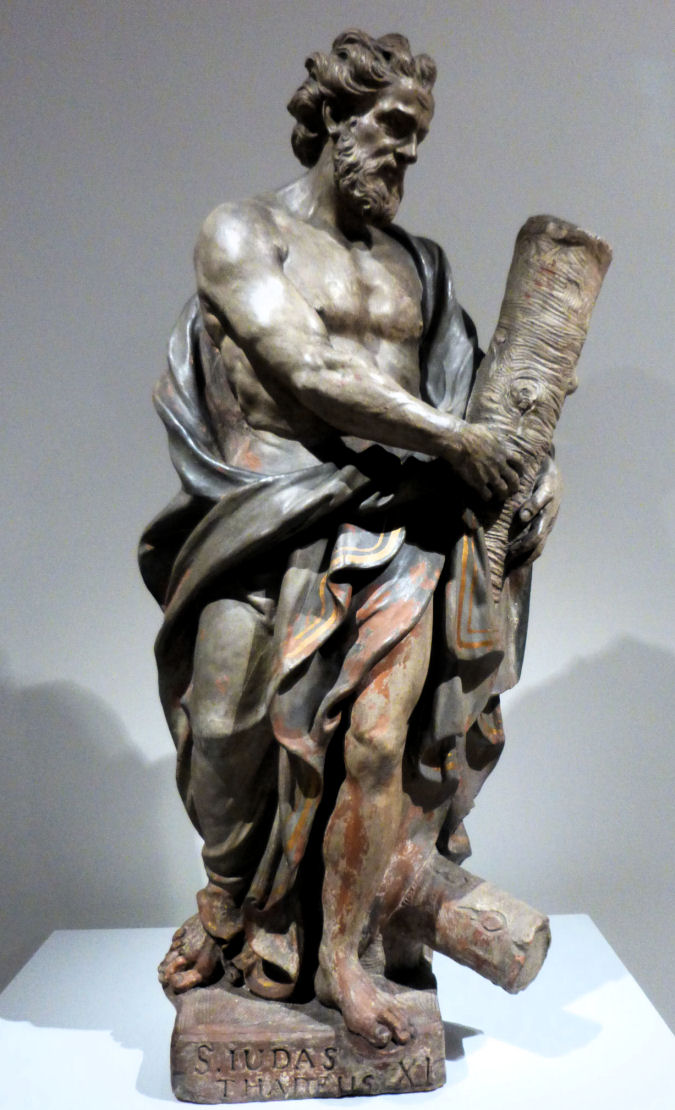
Apostelbeeld (Judas Taddeüs), Brussel, verzameling Koninklijke Musea voor Kunst en Geschiedenis
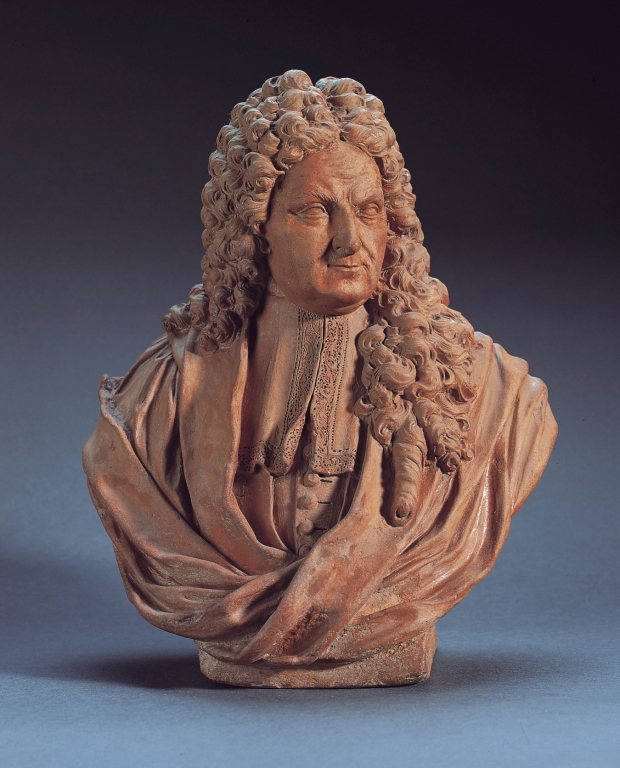
Portretbuste van Engelbertus Pompe ,KMSKA (bruikleen Erfgoedfonds)
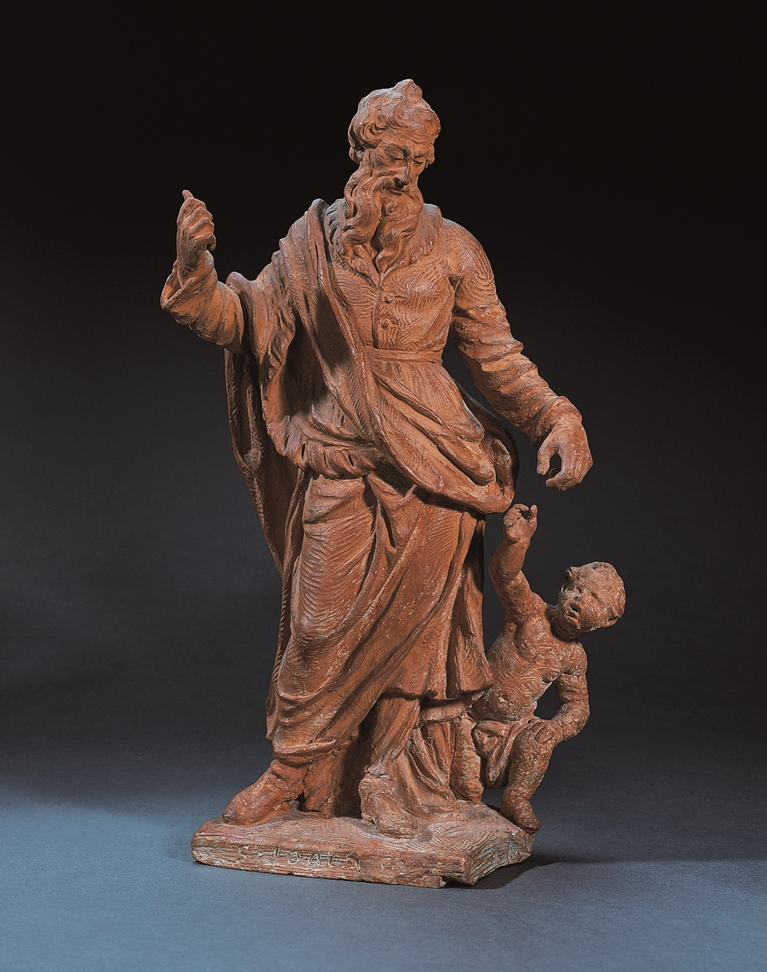
De Heilige Joachim, KMSKA (bruikleen Erfgoedfonds)
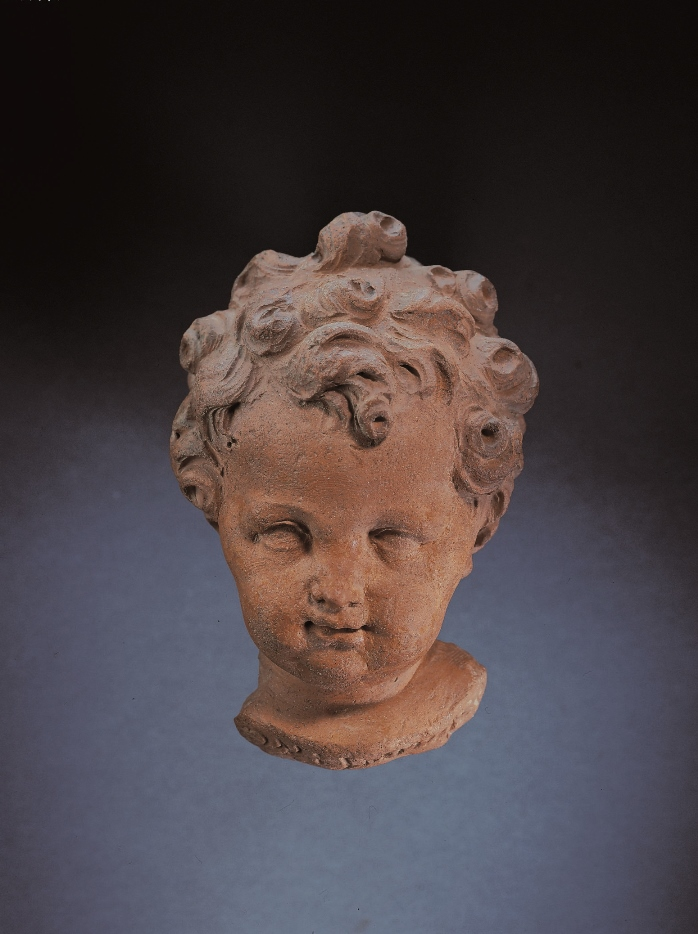
Engelhoofdje, KMSKA (bruikleen Erfgoedfonds)
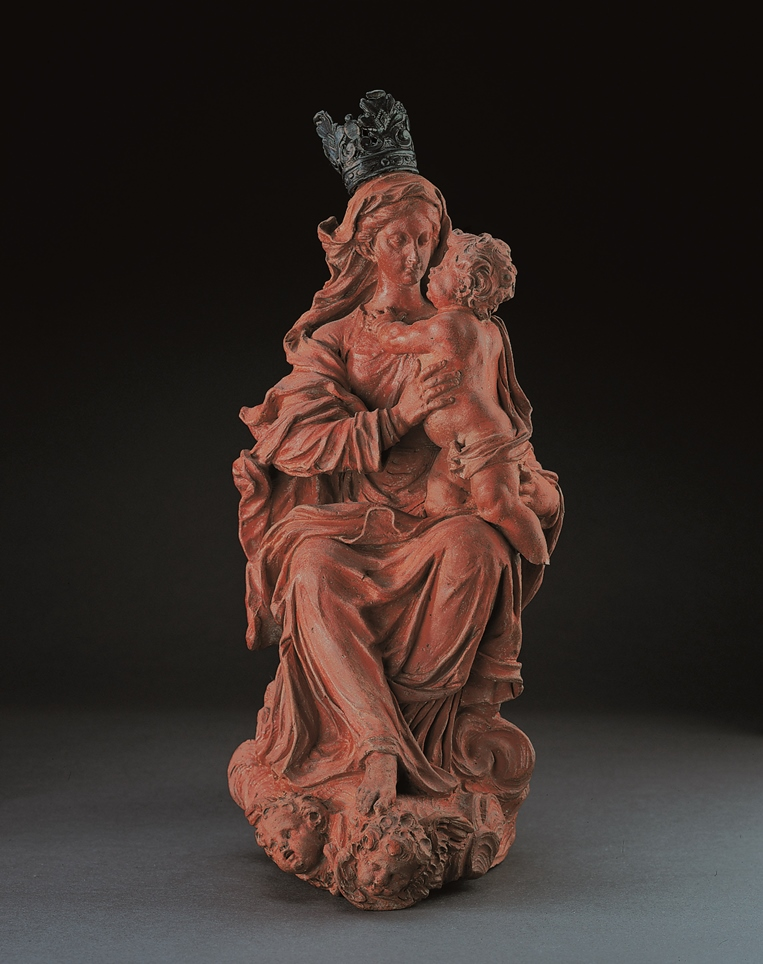
Onze-Lieve-Vrouw met het Kind op haar schoot, KMSKA (bruikleen Erfgoedfonds)
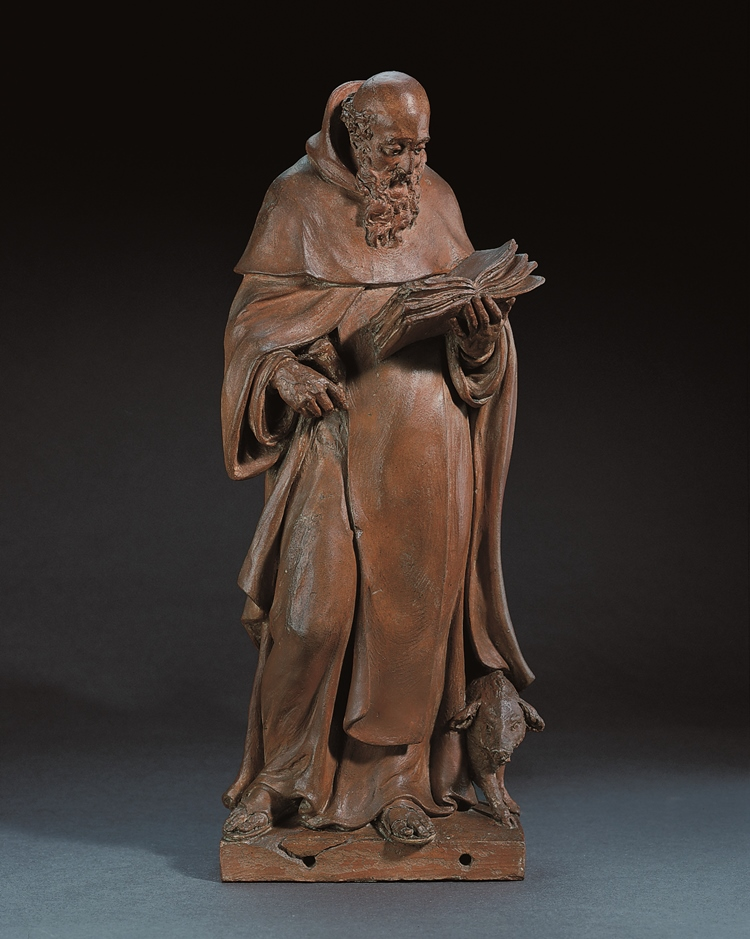
Sint Antonius Abt, KMSKA (bruikleen Erfgoedfonds)
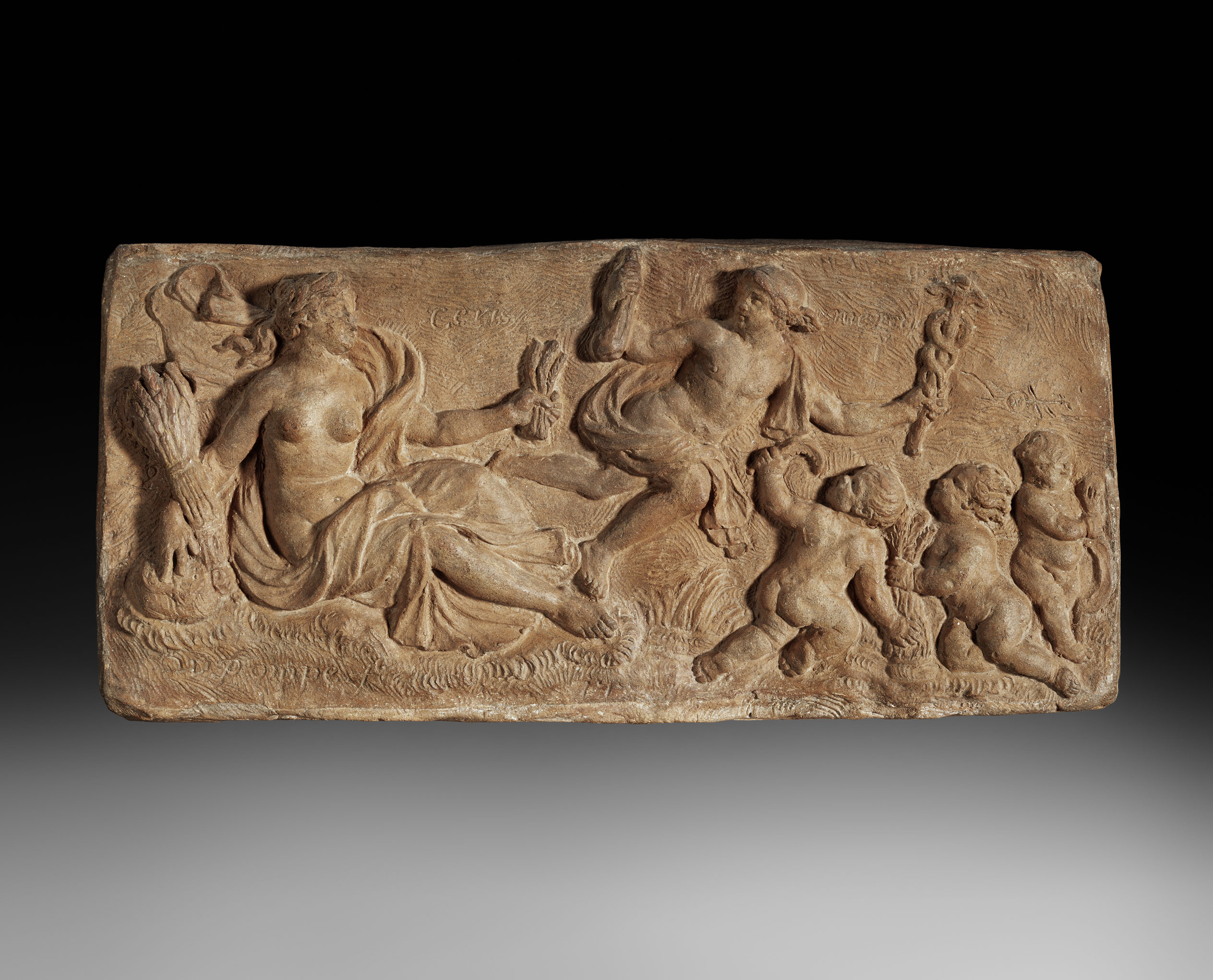
Ceres en Mercurius, KMSKA (bruikleen Erfgoedfonds)
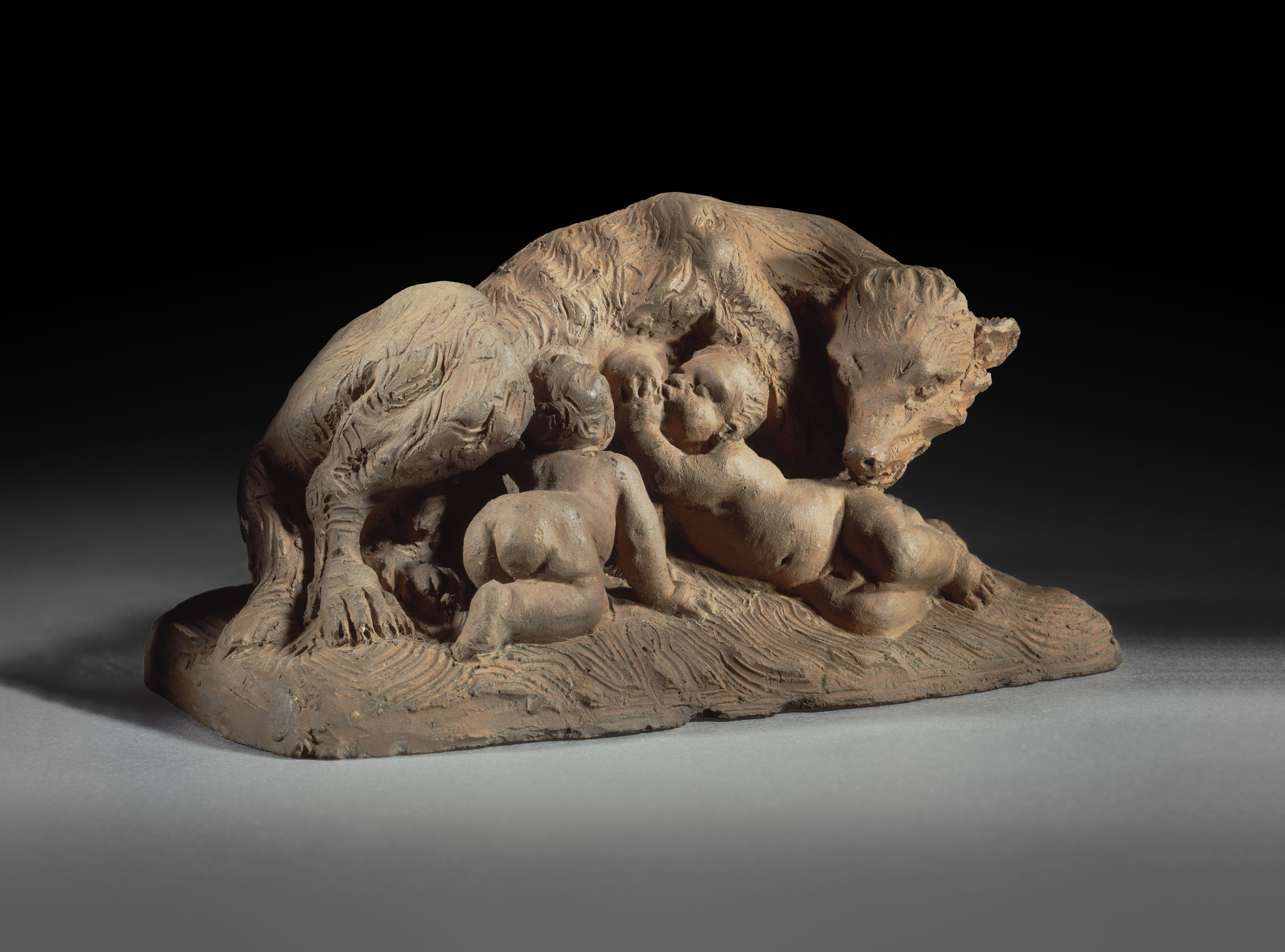
De Romeinse wolvin met Romulus en Remus, KMSKA (bruikleen Erfgoedfonds)
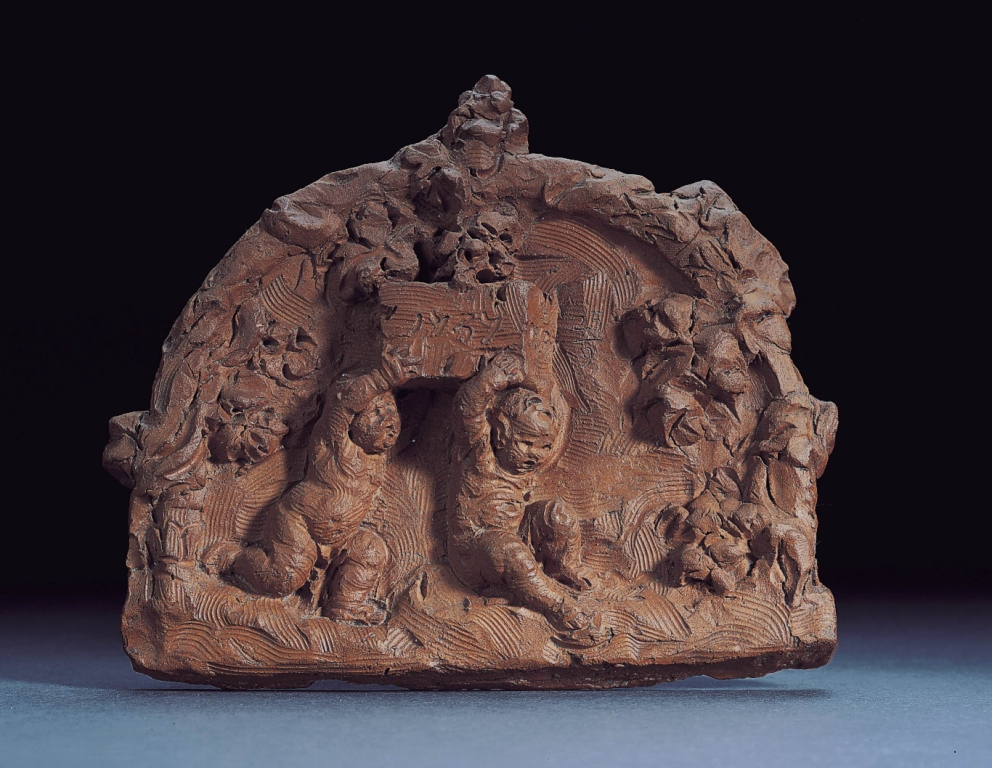
Ontwerp voor het uitgangbord "in 't Steentien", KMSKA (bruikleen Erfgoedfonds)
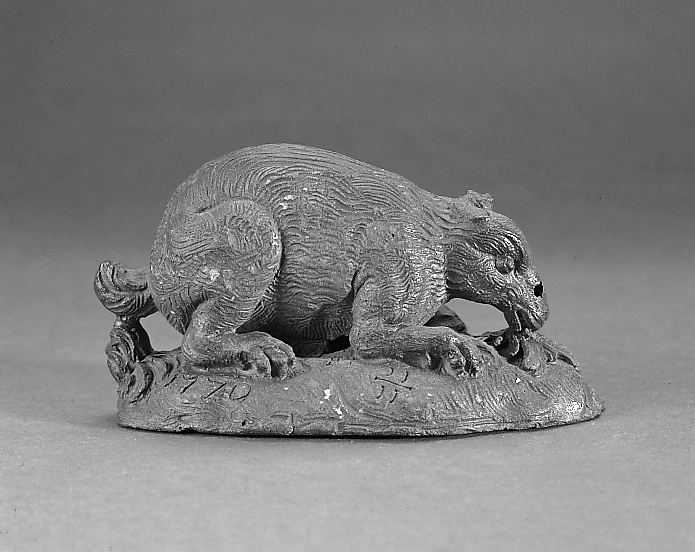
Grazend konijn, KMSKA (bruikleen Erfgoedfonds)
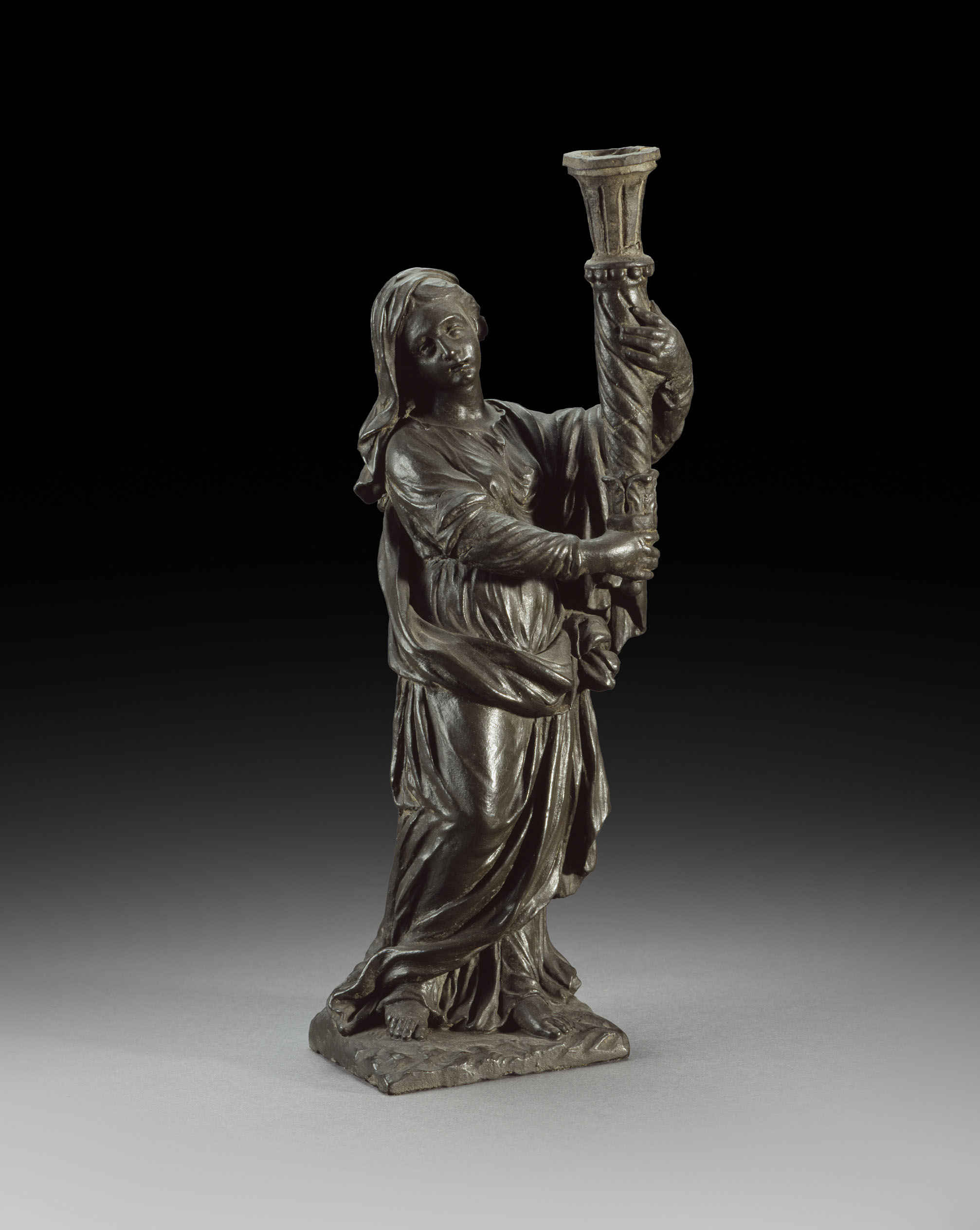
Vestaalse maagd, KMSKA (bruikleen Erfgoedfonds)
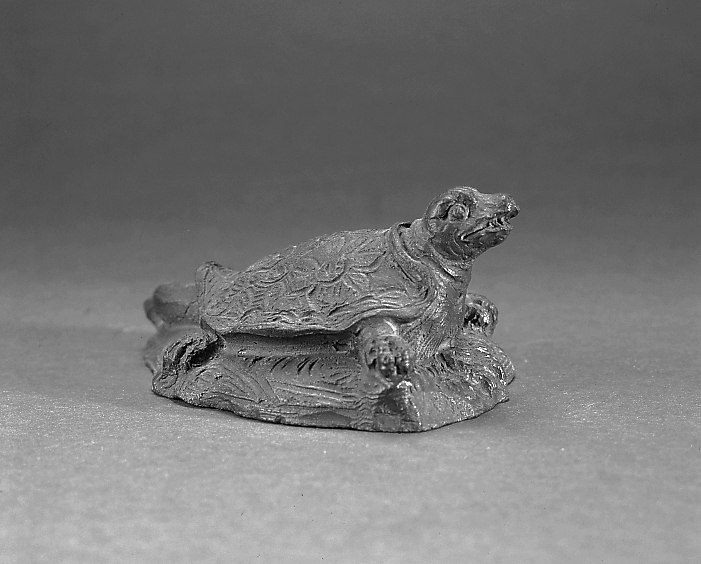
Schildpad met lange staart, KMSKA (bruikleen Erfgoedfonds)
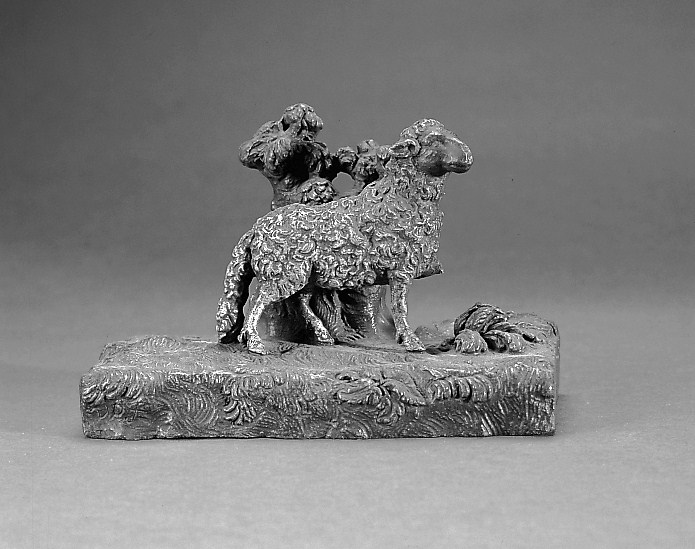
Schaapje dat tegen een struik leunt, KMSKA (bruikleen Erfgoedfonds)
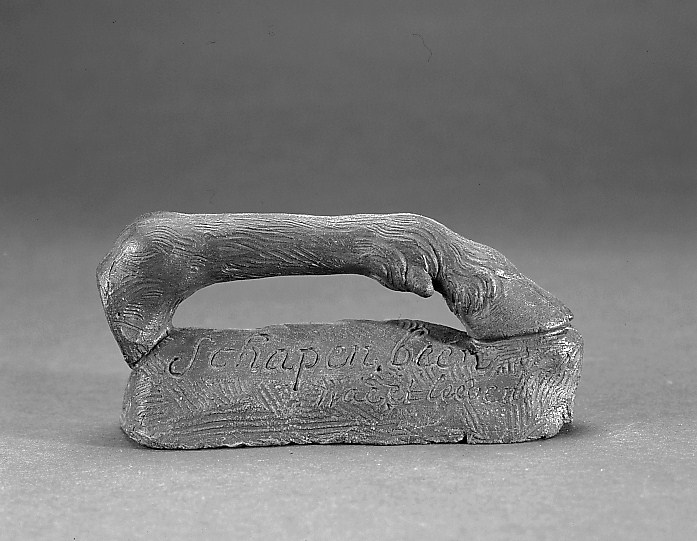
Been van een schaap, KMSKA (bruikleen Erfgoedfonds)
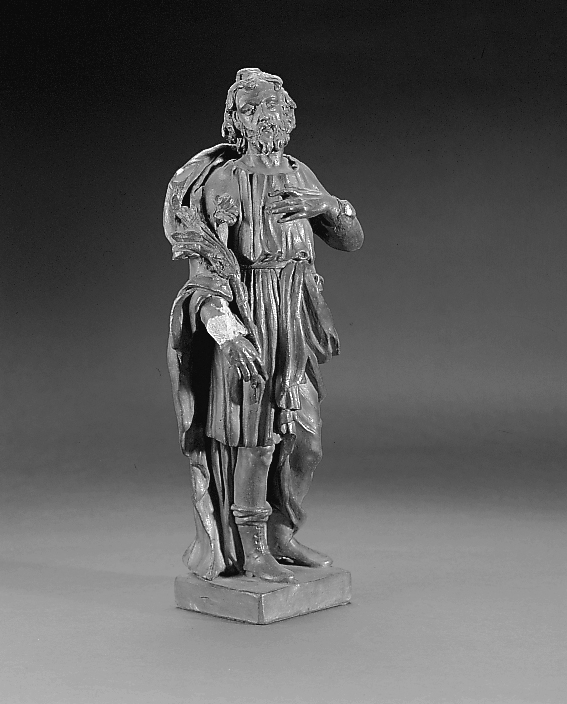
Heilige Jozef met lelietak, KMSKA (bruikleen Erfgoedfonds)

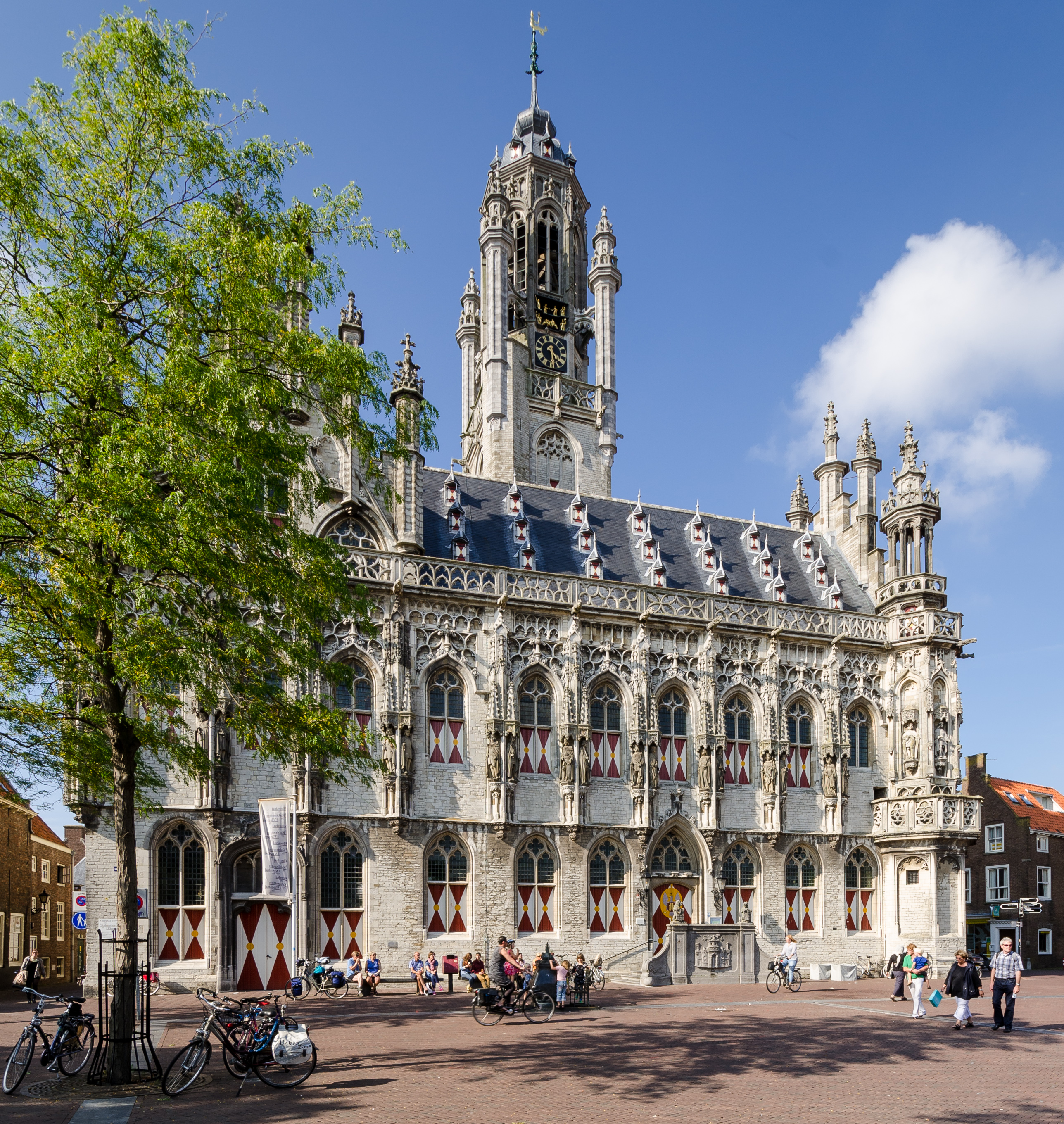
Stadhuis van Middelburg, met beelden versierd door vader Pompe en zijn zoon Jan Baptist Englebert

Pompe's belangrijkste opdrachtgevers waren kerken en kloosters. In Nederlandse en Belgische kerken bevinden zich stukken van zijn hand. Veel werk maakte hij samen met zijn zoon Engelbert. Nog steeds staan in veel musea en buitenhuizen beelden en houtsnijwerken van Pompe, veelal religieus.
- 1731: Hoboken. Kerk van het Brigittinenklooster: tabernakel met pelikaan, en de voorstelling van Christus die aan Sint-Brigitte verschijnt. Naderhand werden deze stukken overgebracht naar de kerk van Lint.
- 1737: Lith. Twee beelden voor de kerk.
- 1740: Turnhout. Sint-Pieterskerk. Hoofdaltaar.
- 1751: Oostmalle. Beelden van Sint-Antonius en Sint-Jan-Nepomuk in de kerk.
- 1759: Antwerpen. Hospice St-Julien. Beeld van Sint-Rochus. Nadien overgebracht naar de Sint-Jacobskerk.
- 1766: Merksem. Sint-Sebastiaansaltaar.
- Aarschot: Sint-Petrusaltaar.
- Antwerpen. Kathedraal: een troon.
- Antwerpen. Sint-Augustinuskerk[5]: reliekhouder.
- Antwerpen. Sint-Antoniuskerk: Christusbeeld.
- Antwerpen. Sint-Laurentiuskerk: twee engelen.
- Beveren: Sint-Sebastianus met twee bogen.
- Kontich. Kapel van Onze-Lieve-Vrouw ter Sneeuw (anno 1440). Beelden van de Heilige Familie.
- Middelburg. Stadhuis. Beelden.
- Mortsel: Tableau de Fondation.
- Sint-Pauluskerk (Antwerpen): twee bas-reliëfs in medaillon, getekend en gedateerd 1755 : Onze-Lieve-Vrouw én Pius V.